# Strongylogaster multifasciata
Strongylogaster multifasciata är en stekelart som först beskrevs av Geoffroy 1785.  Strongylogaster multifasciata ingår i släktet Strongylogaster, och familjen bladsteklar. Det är osäkert om arten förekommer i Sverige.